# 榊原聡一郎
榊原 聡一郎（さかきばら そういちろう、1962年9月3日 - ）は、宮崎県宮崎市出身の元プロ野球選手（内野手、外野手）。

## 来歴・人物
宮崎日大高では、1979年秋季九州大会県予選決勝に進むが、延岡学園に敗退。翌1980年夏の甲子園県予選は準決勝で延岡高に敗れる。
1980年のプロ野球ドラフト会議で広島東洋カープから2位指名を受け入団。
ウエスタン・リーグで1985年に打点王、1988年に17本塁打・58打点で二冠王を獲得。プロ8年目となった1988年に初めて一軍出場を果たし、6試合に右翼手として先発出場を果たした。
しかしその後は出場機会に恵まれず、1990年途中に西清孝・松井隆昌との2対2の交換トレードで本村信吾と共に福岡ダイエーホークスに移籍し、背番号00を着けた。00は阪神のルパート・ジョーンズ、ダイエーのジム・ウイルソンに次ぐNPB史上3人目で、日本人選手では初だった。同年は7試合に一塁手として先発出場、うち2試合には5番打者として起用される。また7月4日の近鉄戦（大阪球場）で阿波野秀幸からプロ唯一となる本塁打を放った。
1991年には、水上善雄との交換トレードで、コーチ兼任として広島に戻ったが、事実上コーチ専任だった。同年限りで正式に現役を引退し、1992年から1993年までコーチを務める。
引退後は当初、焼肉店『焼肉処 榊原』を経営し（下記著書に開店の経緯を記述。18年間経営ののち閉店）、牛肉の仕入れ先の関係で母校との繋がりが復活し、のちの監督就任の布石となった。その傍らローカルタレントとしても活動し、RCCテレビ『週刊パパたいむ』等に出演していた。
2005年、NPO法人『リアルプロフェッショナルクラブ・プロ育成野球専門学院』の校長を務めたが、資金繰りが悪化して経営破綻し、その後焼肉店も閉店することになる。その後4年間会社員として下水の油分除去処理器（グリース・トラップ）の営業を行った。
2012年の学生野球指導者資格回復の緩和後、第1回の講習を受けて指導者資格を回復し、前述の関係者との縁で2014年8月から母校、宮崎日本大学高等学校の野球部監督に就任し、就任1ヶ月で新人戦に優勝、翌夏の第97回全国高等学校野球選手権大会宮崎県予選では同校を18年ぶりの甲子園出場へと導いた。
2019年夏の県大会終了後に監督を退任し、後任には同校野球部初代監督の楠田賢吾が復帰した。
2020年11月、トレーニングジムを運営している株式会社BEZEL（本社：大阪市中央区）が大分県別府市で2021年に開校した「大分プロ育成野球専門学院BEZEL」の監督に就任し、1年間勤めた後、川口容資に監督の座を譲り、退任した。また大分朝日放送で全国高等学校野球選手権大分大会中継の解説も務めた。
2022年4月より、宮崎市を拠点に新設された全日本少年硬式野球連盟（ヤングリーグ）所属の少年野球チーム『宮崎ヤングストロングス』のゼネラルマネージャー兼監督に就任した。

## 詳細情報

### 年度別打撃成績
| 年 度     | 球 団     | 試 合 | 打 席 | 打 数 | 得 点 | 安 打 | 二 塁 打 | 三 塁 打 | 本 塁 打 | 塁 打 | 打 点 | 盗 塁 | 盗 塁 死 | 犠 打 | 犠 飛 | 四 球 | 敬 遠 | 死 球 | 三 振 | 併 殺 打 | 打 率 | 出 塁 率 | 長 打 率 | O P S |
| --------- | --------- | ----- | ----- | ----- | ----- | ----- | -------- | -------- | -------- | ----- | ----- | ----- | -------- | ----- | ----- | ----- | ----- | ----- | ----- | -------- | ----- | -------- | -------- | ----- |
| 1988      | 広島      | 13    | 31    | 30    | 2     | 8     | 1        | 0        | 0        | 9     | 0     | 1     | 0        | 1     | 0     | 0     | 0     | 0     | 9     | 0        | .267  | .267     | .300     | .567  |
| 1989      | 広島      | 10    | 15    | 15    | 1     | 4     | 1        | 0        | 0        | 5     | 0     | 0     | 0        | 0     | 0     | 0     | 0     | 0     | 6     | 1        | .267  | .267     | .333     | .600  |
| 1990      | 広島      | 1     | 1     | 1     | 0     | 0     | 0        | 0        | 0        | 0     | 0     | 0     | 0        | 0     | 0     | 0     | 0     | 0     | 0     | 0        | .000  | .000     | .000     | .000  |
| 1990      | ダイエー  | 12    | 31    | 29    | 3     | 4     | 0        | 0        | 1        | 7     | 2     | 0     | 2        | 0     | 0     | 0     | 0     | 2     | 6     | 1        | .138  | .194     | .241     | .435  |
| '90計     | ダイエー  | 13    | 32    | 30    | 3     | 4     | 0        | 0        | 1        | 7     | 2     | 0     | 2        | 0     | 0     | 0     | 0     | 2     | 6     | 1        | .133  | .188     | .233     | .421  |
| 通算：3年 | 通算：3年 | 36    | 78    | 75    | 6     | 16    | 2        | 0        | 1        | 21    | 2     | 1     | 2        | 1     | 0     | 0     | 0     | 2     | 21    | 2        | .213  | .213     | .280     | .493  |

### 記録
- 初出場・初打席・初安打：1988年9月8日、対横浜大洋ホエールズ22回戦（広島市民球場）、8回裏に清川栄治の代打として出場、欠端光則から
- 初先発出場：1988年9月17日、対阪神タイガース23回戦（阪神甲子園球場）、6番・右翼手として先発出場
- 初本塁打・初打点：1990年7月4日、対近鉄バファローズ13回戦（大阪スタヂアム）、4回表に阿波野秀幸からソロ

### 背番号
- 43 （1981年 - 1989年）
- 36 （1990年 - 同年途中、1991年）
- 00 （1990年途中 - 同年終了）
- 73 （1992年 - 1993年）

## 関連情報

### 書籍
- 『ドンマイ2軍 あっぱれバラの野球人生』（ガリバープロダクツ、1994年9月）